# Achryson chacoense
Achryson chacoense es una especie de escarabajo longicornio de la subfamilia Cerambycinae, tribu Achrysonini. Fue descrita científicamente por Di Iorio en 2003.
Se distribuye por Argentina. Mide aproximadamente 12-16 milímetros de longitud. El período de vuelo de esta especie ocurre en los meses de enero, febrero, marzo, octubre, noviembre y diciembre.